# Marília Atlético Clube
Marília Atlético Clube é uma agremiação esportiva brasileira da cidade de Marília, interior do estado de São Paulo. Foi fundada em 12 de abril de 1942 e suas cores são azul e branco. Atualmente, o MAC está na Série A3 do Campeonato Paulista.

## História
Fundado por Benedito Alves Delfino com o nome de Esporte Clube Comercial em 1942, passa a se chamar Marília Atlético Clube em 11 de julho de 1947. Campeão Amador do Interior com apenas um ano de vida, em 1943, profissionalizou-se em 1953, sendo que o seu primeiro jogo profissional foi disputado contra a equipe do Rio Claro, uma vitória por 3 a 1 no estádio Bento de Abreu.
Neste mesmo ano, faz sua estreia na Segunda Divisão do Campeonato Paulista, herdando a vaga deixada pela Associação Atlética São Bento, também de Marília. Nessa época, os dois times disputavam as atenções da torcida local, mas poucas vezes se confrontaram no profissionalismo. Ao contrário, havia um "revezamento" entre ambas as equipes: quando uma disputava a outra ficava apenas no amador e vice-versa e, quando as duas disputavam no profissional, geralmente estavam em divisões diferentes.

### O começo de uma rivalidade
No Campeonato Paulista de 1953, seu primeiro torneio como equipe profissional, faz uma boa campanha, chegando à fase final, onde seis equipes (MAC, Noroeste, América, Bragantino, Paulista e Ferroviária) jogavam entre si em turno e returno, e o campeão conquistaria a vaga para o acesso à elite do Paulistão da próxima temporada. Após três rodadas, o Noroeste liderava com seis pontos, seguido pelo Marília que estava com cinco, sendo que o jogo da 4ª rodada seria o confronto entre os dois times, no estádio Bento de Abreu em Marília, em 18 de abril de 1954, apitado pelo árbitro José Benedito Siqueira.
O MAC sairia na frente no placar, porém o árbitro começou a prejudicar a equipe maqueana, até o momento em que o Noroeste conseguiu virar a partida para 2 a 1, placar final do jogo. Após o apito final, a torcida maqueana, revoltada com os acontecimentos, invadiu o campo e deu início a uma batalha campal, brigando com os policiais, assim como quebrando as dependências do estádio. A história diz que os torcedores invadiram o vestiário do árbitro e o encontraram escondido dentro de um armário. A partir desse momento o árbitro foi espancado pela torcida. Desmaiado, foi levado para a Santa Casa dado como morto, tamanha foram as agressões. Porém, o saldo do jogo para ele foram três costelas quebradas e algumas escoriações, ficando internado por alguns dias.
Por conta deste incidente, o time foi punido pela FPF com a perda de todos os pontos conquistados, assim como os seus jogos como mandante no decorrer do campeonato seriam disputados na casa do adversário.

### Breve recesso
O MAC disputou o Campeonato Paulista da 2ª Divisão até o ano de 1957, mas, apesar de boas campanhas, não conseguiu o acesso à elite estadual. Em 1958, devido a uma crise financeira, o clube voltaria ao amadorismo. Já em 1965, há um breve retorno ao profissionalismo, disputando o Campeonato Paulista da 3ª Divisão, sendo que em 1966 o clube novamente torna-se amador.

### O retorno aos gramados e o início das conquistas
Em 1969, sob a liderança de Pedro Sola, que se tornaria então o presidente do clube, um grupo de cidadãos marilienses retornam o MAC ao profissionalismo. Já em 1971, a equipe consegue o acesso à elite do futebol paulista, tornando-se a primeira equipe da cidade a disputar a Primeira Divisão. Tal feito gerou um período de festas de sete dias na cidade de Marília.
A partir de 1972, o MAC disputaria o Paulistinha, que trata-se de um campeonato que classificava seis clubes para que jogassem o Paulistão contra os times grandes. Nos anos de 1972 e 1973 o MAC não conseguiu tal classificação, mesmo com o reforço do atacante Serginho Chulapa, em 1973. Porém, em 1974, no primeiro ano de presidência de Pedro Pavão, o time ganhou o Paulistinha, obtendo o direito de jogar o campeonato de 1975 contra os grandes times do estado. De quebra, foi campeão também do Troféu José Ermírio de Moraes Filho, torneio criado pela FPF com a finalidade de dar atividade para os clubes da Divisão Especial que se encontravam desclassificados.
Para fechar com chave de ouro a década de 70, o clube tornou-se campeão da Copa São Paulo de Futebol Júnior de 1979, após bater o Fluminense por 2 a 1 na final, revelando alguns grandes jogadores, como o goleiro Luiz Andrade e também o meia Jorginho, que se consagraria na equipe do Palmeiras na década de 1980.

### Desafios e dificuldades
O Marília permaneceu na elite do Futebol Paulista até 1985, quando, após péssima campanha, foi rebaixado para a Segunda Divisão, junto com o seu arquirrival Noroeste. As dificuldades financeiras enfrentadas pela equipe neste período também foram determinantes para a sua queda. O principal destaque do time nesta época era o ponta-direita Zé Guimarães, jogador que veio a fazer sucesso posteriormente no Sport Club do Recife, e que sempre ficou na memória da torcida maqueana. Em 1987, o clube quase conquistou o retorno à elite estadual, fato que não ocorreu principalmente em um jogo contra a Usina São João, atual União São João de Araras, em arbitragem polêmica, terminando o jogo em empate que beneficiou a equipe adversária.
O seu retorno ocorreu em 1990, onde foi promovido para o chamado Grupo 2 da Primeira Divisão. Em 1992, o atacante Kel foi o vice-artilheiro do campeonato paulista, mesmo ano em que o atacante Guilherme foi revelado pelo MAC, sendo vendido à equipe do São Paulo. Em 1993, o clube chegou a disputar o Grupo 1, composto pelos principais times do Estado. Porém, neste mesmo ano, o clube foi rebaixado para o Grupo 2.
Para piorar a situação, em 1994 houve uma reestruturação feita pela Federação Paulista de Futebol nas divisões do Campeonato Paulista. Sendo assim, o grupo 2 transformou-se na atual série A2, equivalente à Segunda Divisão. Logo após, o clube continuou sua trajetória descendente com os rebaixamentos ocorridos em 1994 para a série A3, e em 1996 para a Série B1-A, equivalente à Quarta Divisão do Futebol Paulista. Após 3 anos nesta série, o clube conquistou o retorno à Série A-3 no ano de 1999, após o vice-campeonato na Série B1-A. Na série A3 de 2000, o clube teve uma campanha razoável, não suficiente para o acesso à divisão seguinte.
Um grande jogador na década de 1990 do Marília foi o zagueiro Alemão. O jogador tornou-se um símbolo para a torcida maqueana, devido a sua raça e determinação. Ele iniciou sua carreira no próprio MAC em 1988, e a partir daí esteve presente em todos os acessos conquistados pelo clube no período, assim como nos momentos mais difíceis, como nos anos disputados na Quarta Divisão, encerrando o seu ciclo no clube na campanha de 2002.

### De volta às grandes campanhas
A empresa American Sport, presidida por Luiz Antônio Duarte Ferreira, o popular Cai-Cai, assumiu o comando administrativo do clube no ano de 2001. Neste ano, depois de um péssimo início de campeonato, o time conseguiu terminar a Série A3 do Paulista em 5º lugar. Este campeonato garantia o acesso para a Série A2 somente para dois clubes, mas graças à criação da Liga Rio-São Paulo, foram abertas 3 vagas adicionais de acesso, garantindo para o MAC o acesso à Segunda Divisão em 2002.
Já em 2002, o MAC obteve a conquista o título da Série A2 do Paulista, e de quebra realizando a primeira final de um Campeonato em seus domínios, enfrentada contra a equipe da Francana. Após uma derrota por 2 a 0 na cidade de Franca, muitos já davam o acesso para a Francana como certo. Inclusive o MAC demitiu o técnico, trazendo para a derradeira final o técnico Luiz Carlos Ferreira, o rei do acesso. Porém, com gols de Edu Esídio, Andrei de falta, e Nei Bala, o MAC conquistou a vitória por 3 a 0 no jogo de volta em Marília, garantindo o seu terceiro acesso conquistado em apenas 4 anos. E o melhor de tudo, com um time que encantava, com vários jogadores de destaque no futebol nacional, e que também se destacariam posteriormente, como os zagueiros Grotto e Andrei, o lateral-esquerdo Rossato, os volantes Perdigão e João Marcos (prata-da-casa), o meia Palhinha (jogador do São Paulo da época do Telê Santana), e os atacantes Edu Esídio, Nei Bala e Sandro Oliveira. A cidade parava para assistir os jogos.	
No segundo semestre de 2002, coroando o ano, consegue o acesso à Série B do Campeonato Brasileiro, conquistando o vice-campeonato da Série C dentre os 61 participantes, gerando um imenso destaque em âmbito nacional não só para o time como para a cidade de Marília. Este acesso veio com outra campanha impecável, inclusive com a mesma base de jogadores do título estadual do 1º semestre, com alguns reforços como os meias Romerito e Luizinho Vieira.
Na sua volta à elite do paulistão, em 2003 o MAC obtém uma fraca campanha na primeira fase. A recuperação veio no rebolo (torneio disputado pelos times desclassificados na 1ª fase, visando definir os rebaixados). O clube termina o torneio em 11º lugar, dentre os 21 participantes. Porém o melhor estava por vir.
No segundo semestre de 2003, faria a sua primeira participação no Campeonato Brasileiro da Série B. O técnico Paulo Comelli, leva o time a classificar-se em 7º na primeira fase. Na segunda fase, o clube busca para o comando técnico novamente Luiz Carlos Ferreira, e termina esta fase em 1º do seu grupo, a frente inclusive do tradicional Botafogo, indo para a disputa do quadrangular final junto com o próprio Botafogo, o Palmeiras e o Sport, onde duas dessas equipes alcançariam o acesso à elite do Brasileirão. Mas justo no quadrangular o clube não conseguiu sair-se bem, terminando o campeonato em 4º lugar.
Com mais uma campanha memorável, e um grande time, a cidade parava nos dias dos jogos, lotando o Abreuzão para ver jogadores como o atacante Basílio e o meia Juca, os grandes destaques do time no campeonato.
Em 2004, o time fez uma boa participação no Campeonato Paulista, terminando na 10ª posição, inclusive com uma vitória sobre o Palmeiras pro 2 a 1, com dois gols do veterano atacante Sorato. A classificação para a próxima fase não foi alcançada após o tropeço na última rodada contra o Oeste de Itápolis.
Já no Brasileiro da Série B, o time novamente realizou um boa campanha, com direito a uma histórica goleada por 7 a 1 no Sport, na 2ª rodada do Campeonato, terminando a primeira fase em 6º lugar, mas não conseguiu o tão almejado acesso à elite. Destaque para os atacantes Maurílio, e Wellington Amorim, em seu primeiro ano no clube.
O MAC consegue um bom início no Campeonato Paulista de 2005, chegando a ocupar a 5ª posição, inclusive com uma vitória por 1 a 0 sobre o Corinthians (que havia acabado de acertar a tão polêmica parceria com a empresa MSI) no Abreusão, gol do centroavante Frontini, destaque do time na competição. No decorrer do campeonato, a equipe do cai de produção, justamente após uma goleada sofrida por 6 a 0 para a equipe do São Paulo, e assim termina o Paulistão em 12º lugar.
Na Série B do Brasileiro de 2005, com a ajuda dos gols de Catanha, Wellington Amorim e Ricardinho, a velocidade de Anaílson e o experiente volante Fernando assumindo o meio-campo do MAC, o time terminou a primeira fase em 2º lugar, ficando somente atrás da equipe do Santa Cruz. Porém, o time não conseguiu a classificação para o Quadrangular Final da competição, ao ser eliminado pelo Náutico e pela Portuguesa. Neste campeonato, ocorre uma das maiores viradas já protagonizadas pelo MAC, onde perdia o jogo para o Guarani de Campinas até os 43 minutos do segundo tempo por 2 a 1, e assim ia dando adeus à segunda fase do campeonato. Mas o time fez dois gols e virou o jogo para 3 a 2, garantindo uma sobrevida.

### Sustos no Paulistão e o Quase Acesso no Brasileiro
Sem dúvidas, o Campeonato Paulista de 2006 foi cheio de emoções para a torcida maqueana. Após uma campanha irregular durante todo o campeonato, o MAC chegou à penúltima rodada praticamente rebaixado, precisando vencer seus 2 jogos e torcer por uma grande combinação de resultados. Nesta penúltima rodada, o MAC fez sua parte, vencendo o já rebaixado Mogi Mirim fora de casa, por 2 a 0. Assim, o time chegava a última rodada na penúltima colocação, torcendo por tropeços da Portuguesa Santista, que jogaria contra o Rio Branco em Americana; da Portuguesa, que enfrentaria o Santos na Vila Belmiro; e do Guarani, que enfrentaria o mesmo Mogi Mirim o qual o MAC havia ganhado na rodada anterior.
Além desses resultados, ele tinha que vencer o São Bento de Sorocaba, resultado que o MAC obteve com 2 gols do artilheiro Wellington Amorim, sendo inclusive um desses gols um gol de placa, após aplicar um chapéu em um zagueiro e driblar o outro, tocando na saída do goleiro do São Bento. Após o final do jogo, eis a surpresa que a torcida maqueana esperava: derrota das duas Portuguesas, e, o mais inesperado, o empate do Guarani em casa com o rebaixado Mogi Mirim por 0 a 0, decretando a saída do MAC da zona de rebaixamento na última rodada. Festa dos torcedores e jogadores no Abreusão pela permanência do time na Primeira Divisão do Campeonato Paulista em 2007.
Passado o susto do Campeonato Paulista, o MAC disputou o Campeonato Brasileiro da Série B, o primeiro com o regulamento de pontos corridos, conseguindo a 9ª colocação. Como destaques, os gols de Wellington Amorim e Fabiano Gadelha, o incansável Fernandão no meio de campo, e também alguns jogadores saídos da base, como o zagueiro Gum, que acabou sendo emprestado ao Internacional de Porto Alegre.
O Paulistão de 2007 também não foi dos melhores para o Marília. Com outra campanha irregular, como por exemplo ganhar do São Bento em Sorocaba por 6 a 1 e logo em seguida perder por 4 a 1 para o Bragantino em casa, a equipe ficou pelo meio da tabela, na 14º colocação.
Para o Campeonato Brasileiro, a equipe traz de volta o técnico Paulo Comelli, e não mede esforços para montar uma grande equipe. Mesmo com a dispensa do grande ídolo Fernando, que retorna ao Santo André, chegam à equipe grandes jogadores, como o lateral-esquerdo Vicente, os volantes Deda, Hernâni e Luciano Santos, o meia Diego e o atacante Leandrinho. Isso tudo somado aos remanescentes Fabiano Gadelha, Wellington Amorim, o goleiro Júlio César, o prata-da-casa Wellington Silva, enfim, uma grande equipe, que precisava demonstrar isso em campo.
E no início conseguiram. Durante o primeiro turno, o MAC permaneceu no G4 durante um bom tempo. O único revés foi a perda de 6 pontos por escalação irregular do zagueiro Leandro Camilo na 3ª rodada. Após algumas rodadas, Paulo Comelli foi para o São Caetano, ficando em seu lugar o auxiliar Jorge Rauli. Com ele, o Tigre alcançou 10 jogos invictos, sendo que desses 10 jogos 9 deles foram vitórias. Essa sequência que foi quebrada com uma derrota em casa para o Coritiba por 2 a 0. Em seguida, Raulli pediu para voltar ao cargo de auxiliar técnico, retornando o técnico Paulo Comelli. E foi aí que o Tigre perdeu sua regularidade, perdendo pontos preciosos dentro do Abreuzão, e consequentemente dando adeus ao sonho do acesso. O mais doloroso para a torcida maqueana foi que na classificação final o MAC ficou apenas 6 pontos atrás do 4º colocado, o Vitória.
Este campeonato marcaria também o último ano da empresa American Sport investindo diretamente no Marília.

### Rebaixamentos e o fim da participação em Campeonatos Nacionais
Em 2008, houve uma verdadeira renovação no elenco maqueano. E o primeiro sinal de que as coisas seriam difíceis veio no Paulistão, onde a equipe escapou do rebaixamento somente nas últimas rodadas. A única luz neste campeonato foi a vitória sobre o então bicampeão brasileiro, São Paulo, por 3 a 2, com grande atuação do meia Camilo.
No Brasileirão, mais uma campanha irregular, de altos e baixos. E apesar de passar o campeonato inteiro fora da zona de rebaixamento, o Tigre acabou entrando nela na penúltima rodada, após uma derrota por 2 a 1 para o Bahia. Na última rodada, o MAC fez o dever de casa, vencendo o Ceará por 2 a 1 no Abreusão, com 2 gols do lateral Bruno Ribeiro, mas não foi suficiente, pois, com a vitória do América-RN sobre o Corinthians em Natal, sendo que o Corinthians disputou o jogo com um time misto de reservas e juniores, o MAC sofreu o rebaixamento para a Série C do Brasileiro. Os únicos destaques do time foi o excelente goleiro Giovanni, oriundo das categorias de base, os volantes João Vítor e João Marcos, também oriundos da base, e o meia Altair, que, apesar de ficar lesionado durante boa parte do ano, realizou boas partidas, como o empate com o Corinthians em jogo disputado em Londrina, onde, segundo o presidente José Roberto Duarte de Mayo, o clube conseguiria maior renda.
No Paulistão de 2009, mais um duro golpe. O clube foi rebaixado para a Série A2 de 2010, mesmo com jogadores como Giovanni, João Vítor, Fabiano Gadelha e Abuda. O consolo foi a partida contra o arquirrival Noroeste pela penúltima rodada, onde o MAC rebaixou o seu rival ao vencer por 3 a 0.
Já na Série C de 2009, o Tigre surpreendeu e fez boa campanha, porém não conseguiu classificar para a segunda fase por 1 ponto, ficando atrás dos gaúchos Caxias e Brasil.
O ano de 2010 começou com muitas esperanças, mas o Tigre não conseguiu boas campanhas. Na Série A2 do Paulistão, apenas o 13º lugar. Destaque para o atacante Leandro Love, vice-artilheiro da competição. Já No Brasileiro, foi montado um time com grandes jogadores, incluindo o goleiro Sérgio, grande ídolo palmeirense, e o atacante Basílio, que veio para encerrar sua carreira no MAC. Porém, com uma campanha pífia, por apenas 1 ponto o Tigre não foi rebaixado, caindo para a Série D a equipe do Gama.
E no primeiro semestre de 2011, mais um rebaixamento para a história do MAC, desta vez da Série A2 do Paulistão para a Série A3 do Paulistão de 2012, com uma campanha pífia que lhe rendeu a vice-lanterna do Grupo 1 da Competição. E durante o campeonato houve uma troca na presidência, onde o dirigente Beto Mayo passou o bastão para o Sojinha, político bastante conhecido na cidade. Porém, após o término do campeonato, após uma eleição muito contestada, o ex-presidente da década de 90 Hely Bíscaro reassumiu a presidência do clube.
O reflexo da desorganização da administração refletiu em campo, onde, na disputa da Série C do Brasileiro de 2011 o time foi rebaixado para a Série D do Brasileiro de 2012, após perder em casa para o Macaé, numa partida cujo resultado foi 6 a 4, e na qual o Marília necessitava apenas de um empate para escapar do rebaixamento. Um importante motivo para este rebaixamento foi a demissão do técnico Edison Só e a presidência de Hely Biscaro, após a primeira derrota do time, e a posterior contratação do técnico Tuca, que veio do futsal. Desta forma, o time, que brigava pela classificação até a 6ª rodada, quando perdeu para o Ipatinga em casa, ficou totalmente desorganizado taticamente, sendo que desta maneira acabou sendo de certa forma uma presa fácil para os adversários.
Na Série A3 de 2012, o time esboça uma reação, depois de vários campeonatos com campanhas negativos, e termina a primeira fase em 6º lugar. Porém no quadrangular da segunda fase acaba ficando em último lugar no seu grupo, que era composto pelo Guaçuano, além dos promovidos Juventus e Grêmio Osasco.
Neste mesmo ano, a equipe participa pela primeira vez do Campeonato Brasileiro da Série D, sendo que, em 26 de agosto de 2012 o MAC deu adeus no momento a competições nacionais, ao empatar com o Cianorte e ser desclassificado da briga ao acesso à Série C. Como a Série D tem seus times classificados de acordo com a posição em seus respectivos campeonatos estaduais, o MAC não conseguirá se classificar para a  competição por estar nas divisões inferiores de São Paulo.

### A esperança e o Retorno aos Acessos
Na Série A3 de 2013 o tão sonhado acesso veio com uma campanha de recuperação, onde a equipe começou mal o campeonato, mas se recuperou e chegou na última rodada da primeira fase dependendo apenas das próprias forças para se classificar no jogo diante do Taubaté, em Marília. Neste jogo o Tigrão venceu por 2 a 0 e se garantiu na segunda fase.
A segunda fase foi marcada por equilíbrio nos dois grupos, tanto que, faltando uma rodada para o seu término, apenas uma equipe havia conquistado o acesso, e todas as outras ainda estavam na disputa. Porém, para a alegria da torcida maqueana, este único clube a se classificar antecipado era o próprio MAC, ao empatar com a equipe do Flamengo de Guarulhos em casa. Com esse empate, aliado ao empate no jogo entre Independente e Batatais, em 9 de maio de 2013, após 2 anos na terceira divisão Paulista, o Marília A.C retorna para a Série A2.

### O retorno meteórico ao Paulistão e à “Bezinha”
Já no ano de 2014 no retorno a Série A2, o MAC conseguiu fazer uma bela campanha na Série A2 e conquistou o acesso ao Paulistão.
Devido a realização da Copa do Mundo no Brasil, o calendário dos campeonatos estaduais sofreram alterações ficando com período mais curto, por esse motivo o Paulista da Série A2 foi disputado com os 20 clubes jogando entre si apenas em um único turno e ao final das 19 rodadas os 4 primeiros colocados conseguiriam o acesso para o Paulistão 2015.
Em 19 partidas disputadas, o MAC obteve 11 vitórias, 3 empates e 5 derrotas, marcando 31 gols e sofrendo 18, e com essa campanha conseguiu o acesso na última rodada ficando na 4ª colocação ao vencer fora de casa o Guaratinguetá pelo placar de 2 a 1.
No ano seguinte, voltou a cair, em uma das piores campanhas do time em um campeonato. Com 15 jogos na fase de grupos, o Marília voltou para a série A2 sem nenhuma vitória, 35 gols sofridos e apenas 6 anotados, marcando apenas dois pontos.
Depois disso, foi despromovido para a série A3 e para a Bezinha (segunda divisão estadual), em 2018.

### Tentativas de retorno e vice da Copa Paulista
O Marília disputou somente uma temporada da Segunda Divisão Paulista, ficando com o vice campeonato e o acesso à série A3.
Em 2020, o Marilia (MAC) chegou à final da Copa Paulista. A primeira partida da decisão foi realizada em um domingo, no dia 20 de dezembro, no Bento de Abreu em Marília. Em um primeiro tempo marcado por erros de passes e poucas oportunidades, coube a Geninho, zagueiro do Marília, marcar pela primeira vez após um escanteio. Logo depois do tento, a equipe mandante recuou deixando a posse de bola com o adversário. O empate da Portuguesa não tardou; Caíque, aos 27 minutos, driblou o marcador, invadiu a área e finalizou. A trajetória da bola desviou em um adversário, enganando o goleiro. No segundo tempo, o comportamento da equipe visitante seguiu o mesmo, e a equipe criou duas oportunidades. Na primeira, inclusive, o gol foi anulado por impedimento. Com o decorrer do jogo, o Marília conseguiu equilibrar porém sofreu a virada no momento que era superior; aos 35 minutos, Adilson cabeceou sem marcação. A Portuguesa desperdiçou o terceiro gol, mas conseguiu anular qualquer tentativa de ataque do Marília.
Três dias depois, a partida finalíssima foi disputada no estádio do Canindé, na capital paulistana. Logo no início os mandantes criaram três oportunidades de gols, sendo que duas foram interferidas pelo goleiro e uma pelo defensor. O ímpeto ofensivo trouxe resultado e a Portuguesa marcou aos 37 minutos, com Adilson convertendo uma penalidade. O segundo tempo também começou favorável para a Portuguesa, que finalizou duas vezes na trave adversária. Aos treze minutos, Geovani ampliou num remate de longa distância. Porém, no minuto seguinte, o Marília diminuiu num remate de longa distância de Léo Couto. Apesar de alcançar o gol, a equipe visitante vacilou na defesa e Raphael Luz aumentou a vantagem. Diogo Calixto ainda diminuiu o placar; contudo, não foi suficiente para interferir na conquista da Portuguesa.

### Copa do Brasil e dias atuais
Com o vice da Copa Paulista, o MAC ficou com a vaga para a disputa da Copa do Brasil de 2021, fazendo sua estreia na competição em toda sua história.
No ano em que completa 30 anos do seu título na Copa do Brasil, o Criciúma ficou no empate sem gols com o Marília no estádio Kleber Andrade, em Cariacica, e avançou à segunda fase da competição. Os catarinenses dominaram as ações durante praticamente toda a partida e criaram as melhores oportunidades para marcar, mas mesmo sem balançar as redes adversárias, avançam já que jogavam com a vantagem do empate.
Já o Marília, em sua primeira participação na Copa do Brasil, pouco agrediu o adversário e se viu eliminado logo no primeiro confronto.
Em 2022, o MAC chegou novamente à final da Copa Paulista, mas novamente sucumbiu, desta vez para o XV de Piracicaba.

## Títulos
| ESTADUAIS | ESTADUAIS                      | ESTADUAIS | ESTADUAIS   |
|           | Competição                     | Títulos   | Temporadas  |
| --------- | ------------------------------ | --------- | ----------- |
|           | Campeonato Paulista – Série A2 | 2         | 1971 e 2002 |
| TOTAL     |                                |           |             |
|           | Competição                     | Títulos   | Temporadas  |
|           | Títulos oficiais               | 2         | 2 Estaduais |

### Campanhas de destaque
| DESTAQUES                             | DESTAQUES                  |
| Competição                            | Resultados                 |
| ------------------------------------- | -------------------------- |
| Campeonato Paulista                   | 8º colocado (1984)         |
| Campeonato Paulista – Série A3        | 4º colocado (2013)         |
| Campeonato Paulista – Segunda Divisão | Vice-campeão (1999 e 2019) |
| Copa Paulista                         | Vice-campeão (2020 e 2022) |
| Série B                               | 4º colocado (2003)         |
| Série C                               | Vice-campeão (2002)        |

## Estatísticas

### Participações
|  | Participações em 2025 |

| Competição | Competição          | Temporadas | Melhor campanha            | Estreia | Última | A | R |
| São Paulo  | Campeonato Paulista | 25         | 8º colocado (1984)         | 1972    | 2015   |   | 4 |
| São Paulo  | Série A2            | 18         | Campeão (1971 e 2002)      | 1953    | 2016   | 4 | 3 |
| São Paulo  | Série A3            | 13         | 3º colocado (2025)         | 1995    | 2025   | 2 | 2 |
| São Paulo  | Série A4            | 5          | Vice-campeão (1999 e 2019) | 1965    | 2019   | 2 | – |
| São Paulo  | Copa Paulista       | 12         | Vice-campeão (2020 e 2022) | 2001    | 2024   |   |   |
| Brasil     | Série B             | 7          | 4º colocado (2003)         | 1985    | 2008   | – | 1 |
| Brasil     | Série C             | 6          | Vice-campeão (2002)        | 1992    | 2011   | 1 | 1 |
| Brasil     | Série D             | 1          | 30º colocado (2012)        | 2012    | 2012   | – |   |
| Brasil     | Copa do Brasil      | 2          | 1ª fase (2021 e 2023)      | 2021    | 2023   |   |   |

### Últimas 10 Temporadas
Legenda:
| Campeão Vice-campeão Eliminado nas semifinais | Campeão e promovido à divisão superior Vice-campeão e/ou promovido à divisão superior Rebaixado à divisão inferior | Classificado à fase de grupos da Copa Libertadores Classificado à fase preliminar da Copa Libertadores Classificado à Copa Sul-Americana Campeão do Campeonato do Interior |

### Retrospecto em competições oficiais
Última atualização: Série D de 2012.
| Competição | Competição | Temporadas | Títulos | Pts. | J   | V  | E  | D  | GP  | GC  |
| ---------- | ---------- | ---------- | ------- | ---- | --- | -- | -- | -- | --- | --- |
| Brasil     | Série B    | 7          | —       | 285  | 209 | 79 | 55 | 75 | 314 | 306 |
| Brasil     | Série C    | 6          | —       | 77   | 56  | 20 | 19 | 17 | 75  | 64  |
| Brasil     | Série D    | 1          | —       | 7    | 8   | 1  | 4  | 3  | 7   | 15  |

## Categorias de base

### Títulos da base
| NACIONAIS | NACIONAIS                        | NACIONAIS | NACIONAIS  |
|           | Competição                       | Títulos   | Temporadas |
| --------- | -------------------------------- | --------- | ---------- |
| Brasil    | Copa São Paulo de Futebol Júnior | 1         | 1979       |
| TOTAL     |                                  |           |            |
|           | Competição                       | Títulos   | Temporadas |
|           | Títulos oficiais                 | 1         | 1 Nacional |

### Campanhas de destaque da base
| DESTAQUES                         | DESTAQUES                  |
| Competição                        | Resultados                 |
| --------------------------------- | -------------------------- |
| Campeonato Paulista Sub 17        | Vice-campeão (2012)        |
| Campeonato Paulista Sub 13        | Vice-campeão (2014 e 2019) |
| Copa Mercosul de Futebol Infantil | Vice-campeão (2003)        |

## Símbolos
Em 1969, um grupo de amigos na cidade decidiu reativar o MAC e um concurso público estabeleceu que o Tigre seria o mascote do time, por sua força e garra. A luta e raça existentes na figura do Tigre no mundo animal fez o Marília adotá-lo como símbolo do clube. O animal feroz ensina o foco, a paciência e a surpresa.